# Walter Fitzwalter, 7. Baron Fitzwalter

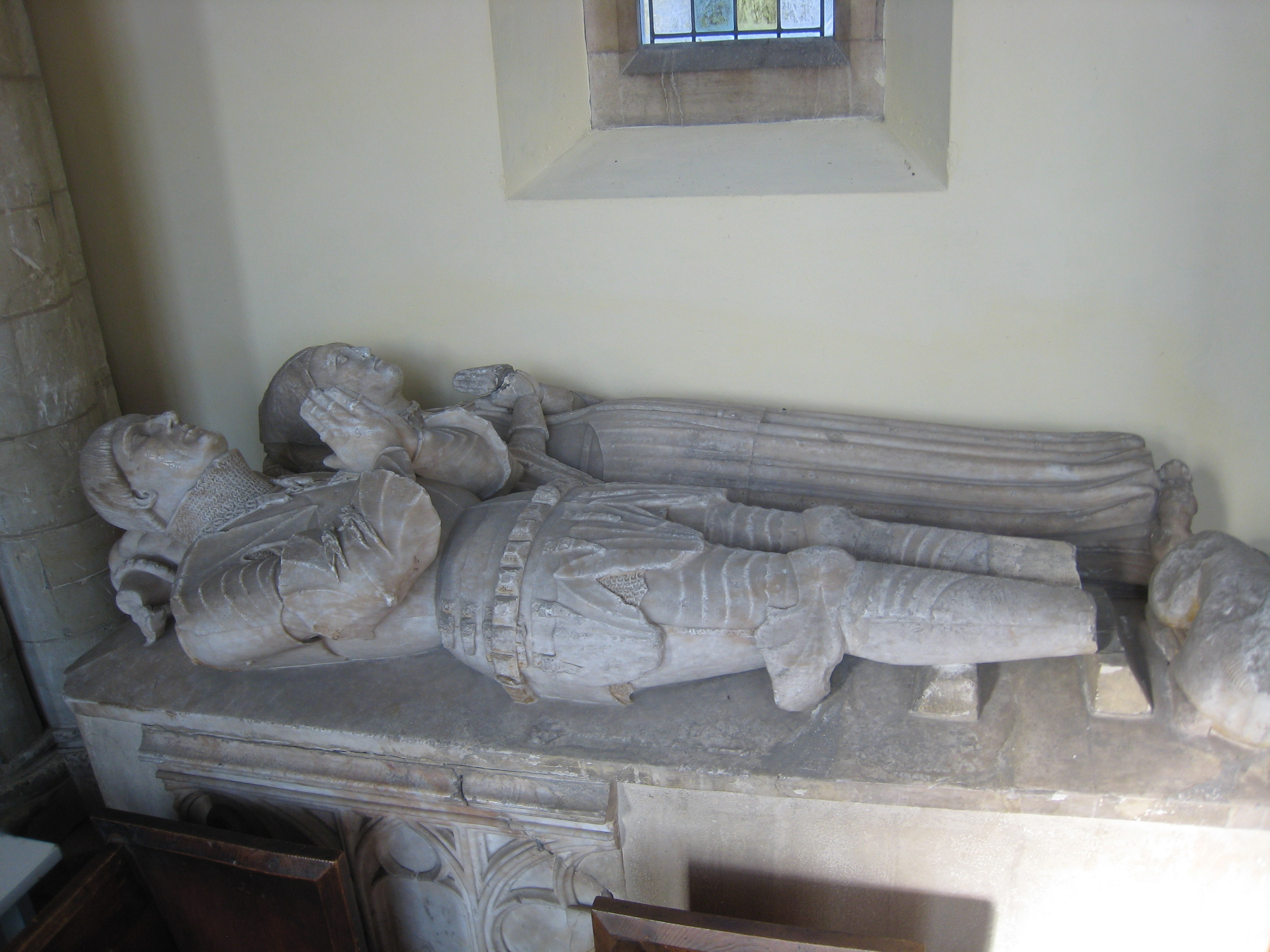
Grabdenkmal von Walter Fitzwalter, 7. Baron Fitzwalter und seiner Frau Elizabeth in der Kirche von Little Dunmow

Walter Fitzwalter, 7. Baron Fitzwalter (nach anderer Zählung 5. Baron Fitzwalter) (* 1400; † 23. November 1431) war ein englischer Adliger und Militär.

## Herkunft
Walter Fitzwalter entstammte der Adelsfamilie Fitzwalter. Er war der zweite Sohn von Walter Fitzwalter, 5. Baron Fitzwalter und dessen Frau Joan Devereux. Sein Vater starb bereits 1406 in Italien, nachdem er in die Gefangenschaft von sarazenischen Piraten geraten und erst nach Zahlung eines Lösegelds freigekommen war. Seine Mutter heiratete darauf in zweiter Ehe Hugh Burnell, 2. Baron Burnell, starb aber bereits 1409.

## Leben
Vermutlich wuchs Walter nach dem Tod seiner Eltern bei der Stiefmutter seines Vaters, Philippa Mohun, Duchess of York auf, deren Mann Edward of Norwich sein Vater vergebens zum Duell gefordert hatte. Nach dem Tod seines älteren Bruders Humphrey, der bereits 1415 im Alter von 16 Jahren starb, wurde Walter zum Erben der Besitzungen seines Vaters. Über die Stiefmutter seines Vaters kam Fitzwalter wohl an den Königshof. Dort beeindruckte er König Heinrich V. so, dass dieser ihn bereits 1420 zum Knight Bachelor schlug und ihn zum Aufseher seiner Jagdhunde ernannte. Im selben Jahr nahm er während des Hundertjährigen Kriegs am Feldzug des Königs in die Normandie und an der Belagerung von Melun teil. Am 22. März 1421 geriet er jedoch in der Schlacht von Baugé in die Gefangenschaft der Franzosen. Nach Zahlung eines hohen Lösegeldes kam er 1423 frei und konnte nun sein Erbe antreten, das trotz des Wittums der Stiefmutter seines Vaters sowie der Belastungen durch die Lösegelder für ihn und seinen Vater immer noch umfangreich war. Um die Ansprüche von Humphrey, Duke of Gloucester auf Teile der Niederlande, die dieser durch seine Heirat mit Jakobäa von Straubing-Holland hatte, durchzusetzen, führte Fitzwalter Ende 1425 eine englische Armee in die Niederlande. Im Januar 1426 wurde er in der Schlacht von Brouwershaven von burgundischen Truppen unter Philipp dem Guten entscheidend besiegt und musste fliehen. 1429 und 1430 nahm er als Baron Fitzwalter an den Parlamenten teil, ehe er 1431 erneut als Kommandant an einem Feldzug nach Frankreich teilnahm. Dort starb er unter nicht mehr bekannten Umständen. Sein Leichnam wurde zurück nach England gebracht und gemäß seinem letzten Willen in der Familienstiftung Little Dunmow Priory beigesetzt.

## Familie und Nachkommen
Fitzwalter hatte die verwitwete Elizabeth († 1464) geheiratet, die Witwe von William Massy und Tochter von Sir John Chideock aus Dorset, obwohl sie weder dem Hochadel angehörte noch reich war. Da seine Söhne aus dieser Ehe bereits als Kinder gestorben waren, wurde seine Tochter Elizabeth seine Erbin. Daneben hatte er noch zwei uneheliche Töchter, Mary und Gabriella, deren finanzielle Absicherung er in seinem Testament festlegte. Fitzwalters Witwe Elizabeth heiratete nach seinem Tod Sir Thomas Cobham aus Sterborough in Surrey. Nach ihrem Tod wurde sie neben Fitzwalter in Little Dunmow Priory beigesetzt, wo das Grabdenkmal von ihr und Fitzwalter erhalten ist.